# Murad Idudi
Murad Idudi –en árabe, مراد العيدودي– (nacido el 3 de septiembre de 1984) es un deportista tunecino que compitió en atletismo adaptado. Ganó tres medallas en los Juegos Paralímpicos de Pekín 2008.

## Palmarés internacional
| Juegos Paralímpicos | Juegos Paralímpicos | Juegos Paralímpicos | Juegos Paralímpicos |
| Año                 | Lugar               | Medalla             | Prueba              |
| ------------------- | ------------------- | ------------------- | ------------------- |
| 2008                | Pekín (China)       | Medalla de oro      | Disco F32/51        |
| 2008                | Pekín (China)       | Medalla de oro      | Maza F32/51         |
| 2008                | Pekín (China)       | Medalla de plata    | Peso F32            |